# Richard Sinclair
Richard Sinclair (* 6. června 1948 Canterbury, Anglie) je britský baskytarista a zpěvák spjatý s několika skupinami Canterburské scény. V letech 1964–1965 působil v kapele The Wilde Flowers jako kytarista a občasný zpěvák. V roce 1968 spoluzaložil skupinu Caravan, ze které odešel v roce 1972 a věnoval se skupině Hatfield and the North, ve které hrál do roku 1975. V letech 1977–1979 hrál v kapele Camel a později, v letech 1981–1985 a znovu 1990–1992 znovu spolupracoval s Caravan. V letech 1982–1984 hrál ve skupině kytaristy Phila Millera nazvané In Cahoots. Rovněž hrál na dalších albech jiných Canterburských hudebníků, jako například Joy of a Toy (Kevin Ayers, 1969) a Rock Bottom (Robert Wyatt, 1974).